# Mac Defender
Mac Defender, znany również jako Mac Protector, Mac Security, Mac Guard, Mac Shield – koń trojański podający się za program antywirusowy dla systemu OS X. Pojawił się po raz pierwszy w maju 2011. Był pierwszym szkodliwym oprogramowaniem będącym poważnym zagrożeniem dla użytkowników OS X.

## Historia
Pierwsze wersje programu pojawiły się w maju 2011. Początkowo wygląd programu przypominał interfejs graficzny Luna znany z systemu Windows XP, jednak z czasem przybrał wygląd interfejsu Aqua. Nowsza wersja programu o nazwie Mac Guard nie wymaga do instalacji hasła administratora. 25 maja serwis ZDNet poinformował, że Apple pracuje nad aktualizacją, której zadaniem będzie wyszukanie i usunięcie z komputera oprogramowania Mac Defender lub jego mutacji. Aktualizacja została wydana 31 maja.

## Objawy
Program za pomocą techniki spamdexing wysoko pozycjonuje się w wyszukiwarkach internetowych. Program początkowo wykonuje fałszywe skanowanie dysków twardych w poszukiwaniu wirusów. Po skanowaniu użytkownikowi zostaje wyświetlona informacja o możliwości zakupu programu w cenie od 59,95 do 79,95 dolarów. Zamiast ochrony przed wirusami program wykorzystuje hijacking przeglądarki internetowej do wyświetlania stron pornograficznych i naraża użytkownika na kradzież tożsamości.